# Hendro Siswanto
Hendro Siswanto (sinh ngày 12 tháng 3 năm 1990) là một cầu thủ bóng đá người Indonesia hiện tại thi đấu cho Arema FC ở Liga 1 ở vị trí tiền vệ.

## Sự nghiệp quốc tế

### Đội tuyển quốc gia
Tính đến 12 tháng 3 năm 2017
| Đội tuyển quốc gia Indonesia | Đội tuyển quốc gia Indonesia | Đội tuyển quốc gia Indonesia |
| Năm                          | Số trận                      | Bàn thắng                    |
| ---------------------------- | ---------------------------- | ---------------------------- |
| 2013                         | 1                            | 0                            |
| 2014                         | 5                            | 1                            |
| Tổng cộng                    | 6                            | 1                            |

### Bàn thắng quốc tế
Tỉ số và kết quả liệt kê bàn thắng của Indonesia trước.
| #  | Ngày                | Địa điểm                                 | Đối thủ | Tỉ số | Kết quả | Giải đấu |
| -- | ------------------- | ---------------------------------------- | ------- | ----- | ------- | -------- |
| 1. | 25 tháng 6 năm 2014 | Sân vận động Gajayana, Malang, Indonesia | Nepal   | 2–0   | 2–0     | Giao hữu |

## Danh hiệu

### Danh hiệu quốc gia
U-23 Indonesia
- Huy chương Bạc Đại hội Thể thao Đông Nam Á(1): 2011